# Карнейру, Роан
Роан Карнейру Перейра (порт.-браз. Roan Carneiro Pereira; род. 2 июня 1978, Рио-де-Жанейро) — бразильский боец смешанного стиля, представитель средней и полусредней весовых категорий. Выступает на профессиональном уровне начиная с 2000 года, известен по участию в турнирах бойцовских организаций UFC, ACB, Deep и др.

## Биография
Роан Карнейру родился 2 июня 1978 года в Рио-де-Жанейро. В течение многих лет практиковал бразильское джиу-джитсу, побеждал на панамериканском чемпионате и первенстве штата, удостоившись в этой дисциплине чёрного пояса.

### Начало профессиональной карьеры
Дебютировал в смешанных единоборствах на профессиональном уровне в июле 2000 года, но свой первый бой проиграл. Одним из первых его соперников стал знаменитый Андерсон Силва, которому он так же уступил.
Дрался в небольших бразильских промоушенах, дважды выступил на турнирах Deep в Японии, побывал на турнирах в Аргентине, Англии, Швейцарии и Португалии. В марте 2006 года на турнире WCFC: No Guts No Glory провёл сразу три боя за один вечер, благополучно прошёл соперников на стадиях четвертьфиналов и полуфиналов, но решающий финальный поединок проиграл.

### Ultimate Fighting Championship
Имея в послужном списке десять побед и пять поражений, Карнейру привлёк к себе внимание крупнейшей бойцовской организации мира Ultimate Fighting Championship и в апреле 2007 года дебютировал здесь, одержав победу по очкам над Ричем Клементи.
Тем не менее, из четырёх последующих поединков в UFC выиграл только один и уже в конце 2008 года покинул организацию.

### Дальнейшая карьера
В период 2009—2014 годов Карнейру выступал в менее престижных промоушенах, таких как Shine Fights, United Glory, Road FC. Стал победителем гран-при BattleGrounds MMA, победив в ходе одного турнира всех троих попавшихся ему оппонентов.

### Возвращение в UFC
Находясь на серии из пяти побед подряд, в декабре 2014 года Роан Карнейру вновь получил возможность подписать контракт с сильнейшей лигой мира UFC. В феврале 2015 года в рамках средней весовой категории он вышел в октагон против Марка Муньоса и победил его технической сдачей, проведя в первом раунде удушающий приём сзади.
Следующим его соперником должен был стать Гегард Мусаси, но Карнейру вынужден был сняться с турнира из-за травмы локтя и был заменён Юраей Холлом. Таким образом, в следующий раз он оказался в клетке UFC только в феврале 2016 года — встретился с Дереком Брансоном и проиграл ему техническим нокаутом.
Потерпев поражение, бразильский боец решил спуститься в полусредний вес, и это принесло свои плоды — последовала победа раздельным судейским решением над Кенни Робертсоном.
В феврале 2017 года Карнейру единогласным решением уступил Райану Лафлейру, а в мае стало известно, что на этом его сотрудничество с организацией подошло к концу.

### Absolute Championship Berkut
В феврале 2018 года Карнейру выступил на турнире российского промоушена Absolute Championship Berkut в Дубае, проиграв по очкам Асламбеку Саидову.

## Актёрская карьера
Карнейру сыграл бойца ММА Марко Сантоса в американском художественном фильме «Воин» 2011 года.

## Статистика в профессиональном ММА
| Боёв 35  | Побед 22 | Поражений 13 |
| -------- | -------- | ------------ |
| Нокаутом | 3        | 3            |
| Сдачей   | 10       | 4            |
| Решением | 9        | 6            |

| Результат | Рекорд | Соперник                 | Способ                             | Турнир                                  | Дата             | Раунд | Время | Место                    | Примечание                                 |
| --------- | ------ | ------------------------ | ---------------------------------- | --------------------------------------- | ---------------- | ----- | ----- | ------------------------ | ------------------------------------------ |
| Победа    | 22-13  | Кельвин Джозеф           | Сдача (удушение сзади)             | WKN World Cup 2019                      | 30 ноября 2019   | 1     | 4:50  | Окленд, Новая Зеландия   | Завоевал титул чемпиона WKN в среднем весе |
| Поражение | 21-13  | Хусейн Кушагов           | Раздельное решение                 | ACA 91                                  | 26 января 2019   | 3     | 5:00  | Грозный, Россия          |                                            |
| Поражение | 21-12  | Асламбек Саидов          | Единогласное решение               | ACB 81                                  | 23 февраля 2018  | 3     | 5:00  | Дубай, ОАЭ               |                                            |
| Поражение | 21-11  | Райан Лафлейр            | Единогласное решение               | UFC 208                                 | 11 февраля 2017  | 3     | 5:00  | Бруклин, США             |                                            |
| Победа    | 21-10  | Кенни Робертсон          | Раздельное решение                 | UFC Fight Night: Poirier vs. Johnson    | 17 сентября 2016 | 3     | 5:00  | Идальго, США             | Вернулся в полусредний вес.                |
| Поражение | 20-10  | Дерек Брансон            | TKO (удары руками)                 | UFC Fight Night: Cowboy vs. Cowboy      | 21 февраля 2016  | 1     | 2:38  | Питтсбург, США           |                                            |
| Победа    | 20-9   | Марк Муньос              | Техническая сдача (удушение сзади) | UFC 184                                 | 28 февраля 2015  | 1     | 1:40  | Лос-Анджелес, США        | Вернулся в средний вес.                    |
| Победа    | 19-9   | Брок Ларсон              | Единогласное решение               | BattleGrounds MMA 5: O.N.E.             | 4 октября 2014   | 3     | 5:00  | Талса, США               | Выиграл гран-при в полусреднем весе.       |
| Победа    | 18-9   | Трей Хьюстон             | TKO (удары руками)                 | BattleGrounds MMA 5: O.N.E.             | 4 октября 2014   | 2     | 2:11  | Талса, США               | Полуфинал гран-при в полусреднем весе.     |
| Победа    | 17-9   | Рендалл Уоллас           | Сдача (рычаг локтя)                | BattleGrounds MMA 5: O.N.E.             | 4 октября 2014   | 1     | 3:29  | Талса, США               | Четвертьфинал гран-при в полусреднем весе. |
| Победа    | 16-9   | Шон Хаффман              | Сдача (удушение сзади)             | Wild Bill’s Fight Night 60              | 18 октября 2013  | 1     | 1:59  | Дулут, Джорджия, США     | Бой в промежуточном весе 81,6 кг.          |
| Победа    | 15-9   | Ча Юн Хван               | Техническая сдача (рычаг локтя)    | Road FC 7: Recharged                    | 24 марта 2012    | 1     | 4:41  | Сеул, Южная Корея        | Бой в промежуточном весе 79,8 кг.          |
| Поражение | 14-9   | Томми Депрет             | Сдача (рычаг локтя)                | United Glory 13                         | 19 марта 2011    | 1     | 2:36  | Шарлеруа, Бельгия        | Полуфинал турнира в полусреднем весе.      |
| Победа    | 14-8   | Луис Рамус               | Единогласное решение               | United Glory 12                         | 16 октября 2010  | 3     | 5:00  | Амстердам, Нидерланды    | Четвертьфинал турнира в полусреднем весе.  |
| Победа    | 13-8   | Жоржи Патину             | Единогласное решение               | Shine Fights 2: ATT vs. The World       | 4 сентября 2009  | 3     | 5:00  | Майами, США              |                                            |
| Поражение | 12-8   | Рё Тёнан                 | Раздельное решение                 | UFC 88                                  | 6 сентября 2008  | 3     | 5:00  | Атланта, США             |                                            |
| Поражение | 12-7   | Кевин Бёрнс              | Сдача (треугольник)                | UFC 85                                  | 7 июня 2008      | 2     | 2:53  | Лондон, Англия           |                                            |
| Победа    | 12-6   | Тони Десоуза             | TKO (удары руками)                 | UFC 79                                  | 29 декабря 2007  | 2     | 3:33  | Лас-Вегас, США           |                                            |
| Поражение | 11-6   | Джон Фитч                | Сдача (удушение сзади)             | UFC Fight Night: Stout vs. Fisher       | 12 июня 2007     | 2     | 1:07  | Холливуд, США            |                                            |
| Победа    | 11-5   | Рич Клементи             | Единогласное решение               | UFC Fight Night: Stevenson vs. Guillard | 5 апреля 2007    | 3     | 5:00  | Лас-Вегас, США           |                                            |
| Поражение | 10-5   | Фабиу Негау              | Единогласное решение               | Cla Fighting Championships 1            | 23 ноября 2006   | 3     | 5:00  | Сан-Паулу, Бразилия      |                                            |
| Победа    | 10-4   | Ёситомо Ватанабэ         | Сдача (треугольник руками)         | Show Fight 5                            | 9 ноября 2006    | 1     | 1:36  | Сан-Паулу, Бразилия      |                                            |
| Победа    | 9-4    | Дайсукэ Исии             | Единогласное решение               | Deep: 25 Impact                         | 4 августа 2006   | 3     | 5:00  | Токио, Япония            |                                            |
| Поражение | 8-4    | Леонарду Лусиу Насименту | TKO (остановлен секундантом)       | WCFC: No Guts No Glory                  | 18 марта 2006    | 1     | 5:00  | Манчестер, Англия        | Финал турнира в среднем весе.              |
| Победа    | 8-3    | Мэтт Хорвич              | Раздельное решение                 | WCFC: No Guts No Glory                  | 18 марта 2006    | 3     | 5:00  | Манчестер, Англия        | Полуфинал турнира в среднем весе.          |
| Победа    | 7-3    | Грегори Бушелагем        | Единогласное решение               | WCFC: No Guts No Glory                  | 18 марта 2006    | 3     | 5:00  | Манчестер, Англия        | Четвертьфинал турнира в среднем весе.      |
| Победа    | 6-3    | Клудиу Маттус            | Сдача                              | Fight for Respect 1                     | 15 октября 2005  | N/A   | N/A   | Лиссабон, Португалия     |                                            |
| Поражение | 5-3    | Рё Тёнан                 | TKO (остановлен врачом)            | Deep: 18th Impact                       | 12 февраля 2005  | 3     | 2:15  | Токио, Япония            |                                            |
| Победа    | 5-2    | Пол Дженкинс             | Сдача (удушение сзади)             | Shooto: Switzerland 2                   | 4 сентября 2004  | 1     | N/A   | Цюрих, Швейцария         |                                            |
| Победа    | 4-2    | Родригу Руас             | Единогласное решение               | Absolute FC: Brazil 1                   | 28 августа 2004  | 3     | 5:00  | Нова-Фрибургу, Бразилия  |                                            |
| Победа    | 3-2    | Адриано Верделли         | Сдача (анаконда)                   | Meca World Vale Tudo 9                  | 1 августа 2003   | 1     | 1:11  | Рио-де-Жанейро, Бразилия |                                            |
| Победа    | 2-2    | Себастьян Бореан         | Сдача (удушение)                   | Argentina Fighting Championships 1      | 10 мая 2003      | 1     | N/A   | Буэнос-Айрес, Аргентина  |                                            |
| Победа    | 1-2    | Карлос Эспонья           | Сдача (удары руками)               | Meca World Vale Tudo 7                  | 8 ноября 2002    | 1     | N/A   | Куритиба, Бразилия       |                                            |
| Поражение | 0-2    | Андерсон Силва           | Сдача (удары руками)               | Meca World Vale Tudo 6                  | 31 января 2002   | 1     | 5:33  | Куритиба, Бразилия       |                                            |
| Поражение | 0-1    | Марселу Белмиру          | Единогласное решение               | Heroes 1                                | 24 июля 2000     | 1     | 10:00 | Рио-де-Жанейро, Бразилия |                                            |